# Casa Rotonda
La Casa Rotonda (in inglese: Round House) è un ex-prigione australiana di Fremantle ubicata sulla Arthur Head. Risulta essere l'edificio più antico ancora integro nell'Australia Occidentale; l'edificio, costruito alla fine del 1830 e inaugurato nel 1831, è stato il primo edificio permanente della Colonia del fiume Swan.

## Storia
È stata utilizzata per i prigionieri coloniali e aborigeni fino al 1886, quando il controllo del carcere passò alla colonia. Dopo l'uso della Casa Rotonda da parte della polizia come caserma fino al 1900, essa divenne successivamente l'abitazione per il capo della polizia e la sua famiglia. Nel 1936 la proprietà venne acquisita dall'Autorità Portuale di Fremantle al fine di preservare l'edificio; vennero presentate un certo numero di proposte, compresa quella di trasformarlo in un museo, ma questi piani furono interrotti dalla seconda guerra mondiale. Nel 1966 l'Autorità Portuale ha aperto l'edificio al pubblico per due ore al giorno. Più tardi, questa attrazione è stata gestita dalla Western Australian Historical Society. L'edificio è poi passato alla Città di Fremantle nel 1982 ed è aperto tutti i giorni da allora. È attualmente gestito dai volontari per il Patrimonio di Fremantle che lo tengono aperto tutti i giorni dalle 10:30 alle 15:30. L'edificio è entrato a far parte del progetto FreopediA volto a installare i codici QRpedia in vari siti intorno a Fremantle.

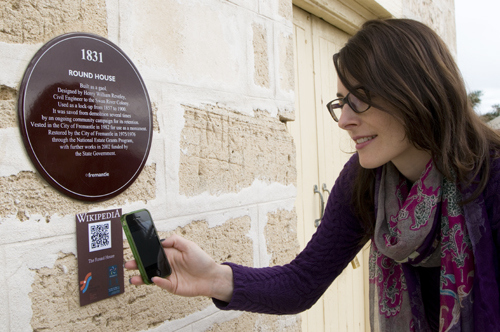
Un esempio d'applicazione dei QRpedia sulla facciata della Casa Rotonda nell'ambito del progetto Freopedia.